# پایگاه هوایی حفاظت ملی بیرمنگام
پایگاه هوایی حفاظت ملی بیرمنگام (به انگلیسی: Birmingham Air National Guard Base) یک فرودگاه است . این فرودگاه در شهر برمینگهم، آلاباما کشور ایالات متحده آمریکا قرار دارد .